# Coulombiers (Sarthe)
Coulombiers – miejscowość i dawna gmina we Francji, w regionie Kraj Loary, w departamencie Sarthe. W 2016 roku populacja ówczesnej gminy wynosiła 482 mieszkańców. 
Dnia 1 stycznia 2019 roku połączono trzy wcześniejsze gminy: Coulombiers, Fresnay-sur-Sarthe oraz Saint-Germain-sur-Sarthe. Siedzibą gminy została miejscowość Fresnay-sur-Sarthe, a nowa gmina przyjęła jej nazwę. 